# Semovente da 90/53
Semovente M41M da 90/53 – włoska samobieżna armata przeciwpancerna uzbrojona w długolufowe działo kalibru 90 mm, odpowiednik niemieckiej "osiemdziesiątki ósemki".
Konstrukcja ta powstała specjalnie na potrzeby frontu wschodniego do zwalczania radzieckich czołgów typu T-34 czy KW, ale ich produkcja rozpoczęła się za późno aby zostały tam w ogóle wysłane i zostały użyte bojowo przeciwko aliantom w czasie inwazji na Sycylię. Ponieważ na samym „Semovente” nie było zbyt dużo miejsca na przechowywanie amunicji, każdej armacie tego typu towarzyszył ciągnik amunicyjny z przyczepą (zmodyfikowany czołg L6/40) z zapasem amunicji 26 pocisków w ciągniku i 40 pocisków na przyczepie. Łącznie wyprodukowano 30 pojazdów tego typu.
Armata 90 mm była zmodyfikowaną wersją działa przeciwlotniczego i miała znakomite osiągi, używając najprostszych pocisków AP przebijała ponad 100 mm pancerze o kącie pochylenia 30° z 1000 m.
Włoskie Siły Pancerne na froncie wschodnim wyposażone były jedynie w czołgi L6/40 oraz niszczyciele czołgów Semovente 47/32 żaden z nich nie miał wystarczającej siły ognia, by poradzić sobie ze sowieckimi czołgami średnimi i ciężkimi. Jednak ostatecznie żaden z Semovente da 90/53 nigdy nie został wysłany na front wschodni. Główną wadą Semovente da 90/53, podobnie jak w wielu innych dział samobieżnych podczas II Wojny Światowej, były otwarty przedział załogi, które pozostawiły załogę podatną na działanie odłamków i broni ręcznej. Ponadto Semovente da 90/53 jako pojazd zaprojektowany do walki z dala od pierwszej linii pancerze pojazdu został zredukowany niemal do minimum. Kolejną wadą pojazdu był niewielki zapas amunicji (6 pocisków w przedziale bojowym). Najczęściej stosowane były pociski Effetto Pronto lub HEAT, które mogły przebić 200 mm pancerz z odległość 2200 metrów.

## Zastosowanie Bojowe
Pojazd nigdy nie został wysłany na front wschodni. W kampanii północnoafrykańskiej Semovente da 90/53 okazał się skuteczną bronią, a jej duży zasięg dobrze sprawdzał się na płaskim i otwartym terenie pustynnym. 24 sztuki Semovente 90/53 zostały włączone w skład Raggruppamento Semoventi, która stacjonowała na Sycylii podczas alianckiej operacji Husky w 1943 r. Kilka zachowanych Semoventi da 90/53 zostało zajętych przez armię niemiecką, jednak miały one niewielką wartość w górzystym terenie północnych Włoch, gdzie musiały działać. W rezultacie większość zakończyła karierę jako artyleria dalekiego zasięgu.

## Pojazd, który przetrwał
Tylko jeden Semovente da 90/53 przetrwał wojnę. Pierwotnie wystawiony w Aberdeen Proving Grounds (APG), w późniejszym czasie, został przeniesiony do Fort Sill Field Artillery Museum w Fort Sill w Oklahomie w 2012 roku. Następnie został odrestaurowany przez Dyrekcję ds. Logistyki Fort Sill (DoL) Ten zachowany przykład włoskiej myśli technicznej został przydzielony do 163. Grupy Artylerii Wsparcia, a w dalszej kolejności zdobyty na Sycylii w 1943 r. 